# الجرانة (ذي سوادة)

تعديل مصدري - تعديل

الجرانة محلة تابعة لقرية ذي سوادة، التابعة لعزلة ريده ورياد بمديرية ذي السفال إحدى مديريات محافظة إب في الجمهورية اليمنية، بلغ تعداد سكانها 134 حسب تعداد اليمن لعام 2004.